# Anne Stevenson
Anne Stevenson (Cambridge, 3 de janeiro de 1933 — Durham, 14 de setembro de 2020) foi uma poetisa e escritora anglo-americana.

## Biografia
Stevenson nasceu em Cambridge, na Inglaterra, mas foi criada nos Estados Unidos e educada na Universidade de Michigan, em Ann Arbor, onde seu pai, Charles Stevenson, era professor de filosofia. Depois de obter o bacharelado e o mestrado, e se formar com louvor, ela retornou ao Reino Unido, onde viveu a maior parte de sua vida.
Ela é autora de cerca de uma dúzia de livros de poesia, alguns livros de ensaio e crítica literária, e uma polêmica biografia da poetisa americana Sylvia Plath, chamada Bitter Fame: A Life of Sylvia Plath (de 1989), além de dois estudos críticos sobre Elizabeth Bishop.
Stevenson foi a primeira a receber o Northern Rock Foundation Writer’s Award, em 2002. Em 2007, ela recebeu o prêmio Lannan pelo conjunto de sua obra.

### Morte
Anne Stevenson morreu em 14 de setembro de 2020, aos 87 anos, na sua casa em Durham, na Inglaterra.

## Obras
- Living in America: Poems. Ann Arbor, MI: Generation Press, 1965.
- Elizabeth Bishop. New York: Twayne, 1966; London: Collins, 1967.
- Reversals. Middletown, CT: Wesleyan University Press, 1969. ISBN 978-0-8195-1047-1
- Travelling Behind Glass: Selected Poems, 1963–1973. London & New York: Oxford University Press, 1974.
- Correspondences:  A Family History in Letters. Middletown, CT: Wesleyan University Press, 1974; London: Oxford University Press, 1974. ISBN 978-0-8195-4073-7
- Cliff Walk: A Poem, with a drawing by Anne Newnham. Richmond, Surrey:  Keepsake Press, 1977. 180 cópias.
- Enough of Green. Oxford & New York: Oxford University Press, 1977.
- A Morden Tower Reading. Newcastle upon Tyne: Morden Tower, 1977.
- Sonnets for Five Seasons. Herefordshire: Five Seasons Press, 1979. 250 cópias.
- Green Mountain, Black Mountain. Boston: Rowan Tree Press, 1982.
- Minute by Glass Minute. Oxford & New York: Oxford University Press, 1982. ISBN 978-0-19-211947-6
- New Poems. Leamington Spa: Bath Place Community Arts Press, 1982. 100 cópias.
- A Legacy. Durham: Taxus, 1983. 350 cópias.
- Making Poetry. Oxford: Pisces Press, 1983. 200 cópias.
- Black Grate Poems. Oxford: Inky Parrot Press, 1984. 360 cópias.
- The Fiction-makers. Oxford & New York: Oxford University Press, 1985. ISBN 978-0-19-211972-8
- Selected Poems, by Frances Bellerby, editado pela Stevenson London:  Enitharmon Press, 1986.
- Winter Time. London: Mid-Northumberland Arts Group, 1986.
- Selected Poems, 1956–1986. Oxford: Oxford University Press, 1987. ISBN 978-0-19-282062-4
- 1985 Anthology:  The Observer and Ronald Duncan Foundation International Poetry Competition, ed. com Amy Clampitt e Craig Raine. Beaworthy: Arvon Foundation, 1987.
- Bitter Fame:  A Life of Sylvia Plath London: Viking, 1989; Boston: Houghton Mifflin, 1989. ISBN 978-0-395-45374-2
- The Other House. Oxford: Oxford University Press, 1990. ISBN 978-0-19-282739-5
- Four and a Half Dancing Men. Oxford & New York: Oxford University Press, 1993. ISBN 978-0-19-283164-4
- The Gregory Anthology 1991–1993, editada pela Stevenson and Dannie Abse. London: Sinclair-Stevenson, 1994.
- The Collected Poems of Anne Stevenson, 1955–1995. Oxford: Oxford University Press, 1996.
- Five Looks at Elizabeth Bishop. London: Bellew, 1998. ISBN 978-1-85224-725-6. Tarset: Bloodaxe Books, 2006. ISBN 978-1-85224-725-6
- Between the Iceberg and the Ship: Selected Essays. Ann Arbor: University of Michigan Press, 1998.
- Granny Scarecrow. Tarset: Bloodaxe Books, 2000. ISBN 978-1-85224-534-4
- A Report from the Border: New & Rescued Poems, Bloodaxe Books, 2003, ISBN 978-1-85224-616-7
- Poems 1955–2005. Tarset: Bloodaxe Books, 2005. ISBN 978-1-85224-721-8
- A Lament For The Makers (Clutag Press, 2006)
- Stone Milk. Tarset: Bloodaxe Books, 2007. ISBN 978-1-85224-775-1
- Selected Poems editado com introdução por Andrew Motion,  Library of America, 2008
- Astonishment. Tarset: Bloodaxe Books, 2012. ISBN 978-1-85224-947-2
- In the Orchard. Enitharmon Editions, 2016. ISBN 9781910392836
- About Poems and how poems are not about: Newcastle/Bloodaxe Poetry Lectures. Hexham: Bloodaxe Books, 2017. ISBN 978-1-78037-345-4
- Completing the Circle. Hexham: Bloodaxe Books, 2020. ISBN 978-1-78037-498-7